# Mantenedor
Antiguamente, se daba el nombre de mantenedor al caballero que en las justas, torneos y carruseles de la Edad Media entraba primero en el palenque, liza o sitio del combate y se empeñaba en sostener con las armas en la mano una u otra proposición contra todo viniente o aventurero que se presentase en la arena. 
En los torneos o carruseles, como el combate no era singular como en las justas, eran siempre varios los mantenedores que hacían el desafío y formaban cuadrillas diversas para pelear y combatir con las de aventureros. Tomó el nombre de mantenedor porque mantenía la plaza contra los combatientes o porque apostado en un punto lo mantenía y no permitía el paso de ninguna persona que no hiciera antes armas contra él. 
De los combates y reyertas caballerescas y con armas se aplicó después el nombre de mantenedor a las justas y palestras literarias como los juegos florales y otras lides parecidas.